# Kyles of Bute
Die Kyles of Bute sind eine Meeresstraße, welche die schottische Insel Bute von der Halbinsel Cowal auf dem schottischen Festland abgrenzt. Die Kyles of Bute beschreiben auf einer Länge von 27 km genähert einen U-förmigen Verlauf und umrunden dabei den Nordteil von Bute.

## Geographie
Im Westen beginnen die Kyles of Bute an der Landspitze Ardlamont Point, an welchem der Meeresarm Loch Fyne in nördlicher Richtung von dem Zusammenfluss des Kilbrannan-Sundes mit dem Bute-Sund abgeht, welche allesamt Arme des Firth of Clyde sind. Die Kyles of Bute verjüngen sich von einer anfänglichen Breite von 3,8 km zunächst in nordöstlicher Richtung, passieren die Küstenortschaft Tighnabruaich auf Cowal und erreichen schließlich Buttock Point, das nördlichste Kap Butes. Ab diesem Punkt verlaufen die Kyles of Bute in südöstlicher Richtung entlang der Ostküste der Insel. Nach Norden geht der Meeresarm Loch Riddon ab und schneidet noch etwa fünf Kilometer in das Landesinnere. Der folgende Abschnitt ist mit einer Breite von 400 m bis 1,1 km der schmalste. An Strone Point zweigt der Meeresarm Loch Striven in nördlicher Richtung ab, während sich die Kyles of Bute zuerst zur Kames Bay, dann zur Rothesay Bay im Westen öffnen und schließlich zwischen den beiden Landspitzen Bogany Point und Toward Point enden und in den Firth of Clyde übergehen. An der Mündung sind die Kyles of Bute etwa 3,5 km weit.
In den Kyles of Bute sind nur wenige Inseln zu finden. Hierzu gehören die Eilean Dubh und die drei Burnt Islands. Die größte Ortschaft entlang der Wasserstraße ist Rothesay, der Hauptort Butes.